# Protecție anticorozivă

## Coroziunea
Coroziunea este un proces de alterare a metalelor, datorat atacurilor chimice sau electrochimice asupra metalelor, sub acțiunea substanțelor de natură acidă sau bazică. Coroziunea oțelului se produce sub acțiunea umezelii și a oxigenului, fiind accelerată de acțiunea sărurilor. Coroziunea atacă stratul superficial de la suprafața metalului, trecând cu timpul la straturile următoare, viteza cu care acestea sunt atacate depinzând de o multitudine de factori cum ar fi: frecvența  și durata expunerii, umiditatea, viteza și direcția vântului, praful, soarele, gradul de poluare a mediului în care se găsește piesa respectivă. De exemplu, se știe că dioxidul de sulf favorizează puternic corodarea oțelului, motiv pentru care în lunile de iarnă intensitatea coroziunii este maximă, deoarece combustibilii folosiți la încălzire degajă cantități mari de dioxid de sulf. 
Este dăunătoare pentru metale. Consecințele coroziunii: 
- Afectează funcționalitatea și aspectul
- Costuri mai mari pentru recondiționarea suprafețelor.

## Metode de prevenire a coroziunii
S-a demonstrat, de-a lungul timpului, că protecția anticorozivă prelungește considerabil viață clădirilor de birouri, halelor de producție și depozitare, podurilor, navelor, avioanelor, așa cum s-a remarcat că în lipsa sau insuficientă acesteia, duce în scurt timp la deteriorarea materialelor folosite în construcții, provocând daune importante. Astfel, tratarea suprafețelor pentru prevenirea coroziunii este esențială pentru asigurarea longevității acoperirilor metalice. 
- Acoperirea termică a suprafețelor prin zincare termică.
- Acoperirea suprafețelor prin galvanizare.
- Acoperirea suprafețelor prin pulverizarea metalelor.

### Zincare termică
Zincarea se realizează prin scufundarea profilelor în baie de zinc pentru a asigura o protecție anticorozivă. În general zincarea termică se aplică la otelurile moi, aliajelele slabe din oțel, la fontă și la oțelul turnat. Procesul tehnologic de zincare termică cuprinde următoarele operații: pregătirea suprafețelor înainte de zincare (degresare, spălare, decapare, spălare, fluxare, uscare), zincarea propriu-zisă și finisarea. 
Pentru profilele foarte lungi, care nu intră total în baie, se aplică o imersie dublă pentru a acoperi întreagă suprafață. Durata imersiei variază de la câteva minute pentru piesele subțiri, până la 30 minute pentru profilele grele. în acest ultim caz, în urmă imersiei pentru o perioada mai mare de timp, efectul termic poate duce la deformarea reperelor. 
Zincarea termica este eficienta si se foloseste in general pentru protectia confectiilor metalice destinate utilizarii in spatii exterioare ce necesita o protectie indelungata.
Domenii de utilizare in industrie a zincarii termice:
- Infrastuctura si suprastructura - drumuri si cai ferate
- Retele de transport energie electrica 
- Stâlpi de telecomunicații - antene radio și GSM        
- Constructii civile si industriale
- Cladiri administrative / Mall-uri / Hale industriale / Stadioane  
- Constructii industriale - Navale, fluviale si maritime
- Zootehnie si agricultura Ferme de animale / Garduri de imprejmuire / Instalatii irigatii / Echipamente zoehnicote
- Mobilier stradal
- Diverse confectii metalice

### Electro-galvanizare
Electro-galvanizarea este acoperirea metalică cu un strat subțire de zinc, prin cufundare într-o baie cu soluție de zinc care se depune prin electroliză. Galvanizarea electrochimică se folosește la reperele mici care nu necesită o protecție anticorozivă de lungă durată. 

### Metalizare
Metalizarea este procesul de pulverizare a metalului topit, cu ajutorul unui jet de aer comprimat pe suprafața de lucru. Metalizarea se poate face cu arc electric, cu gaze combustibile, cu plasmă sau cu HVOF (High Velocity Oxygen Fuel - sistem pentru depunere a metalelor la viteză supersonică). 
Echipamentele de metalizare sunt destinate condiționării suprafețelor prin protejarea anticorozivă cu zinc, aluminiu și alte metale. Se pot utiliza atât manual, cât și în sisteme automatizate. Sunt folosite pentru protecții anticorozive, recondiționări, condiționări ale suprafețelor, depuneri decorative pe metale, lemn, sticlă, materiale ceramice, piele, materiale textile, hârtie, carton.
Galvanizarea se folosește la reperele mici care nu solicită o protecție anticorozivă de lungă durata. Este ideală pentru aplicările cu cantități exacte de metal dar nu este potrivită la metalizarea profilelor mari. Permite acoperirea cu un strat de zinc între 0-15 um. 
Metalizarea se adresează reperelor de dimensiuni medii și mari, fiind ideală în acoperirea suprafețelor cu zinc, aluminiu și alte metale. Metalizarea cu arc nu este recomandată pentru repere mici sau pentru suprafețe greu accesibile. Stratul de zinc cu care se pot acoperi profilele variază între 50-200 um. Acoperirile cu metale prin metalizare se efectuează conform standardelor internaționale, asigurând o viață mult mai lungă reperelor procesate, față de alte procese similare de zincare. 
Metalizarea este un proces cu un impact redus asupra mediului, singurul poluant rezultat fiind praful de zinc. Acesta poate fi colectat cu ajutorul filtrelor de desprăfuire și apoi depozitat în saci. 